# Petras Šiurskas
Petras Šiurskas (ryska: Пятрас Шюрскас: Pjatras Sjurskas), född 1953 i Panevėžys i Litauiska SSR i Sovjetunionen (nu Litauen), är en före detta litauisk kanotist som tävlade för Sovjetunionen.
Han tog bland annat VM-guld i K-2 10000 meter i samband med sprintvärldsmästerskapen i kanotsport 1977 i Sofia.